# Xz (ファイルフォーマット)
xz は、データ圧縮プログラムのひとつ、およびその圧縮データのフォーマットである。LZMA/LZMA2圧縮アルゴリズムを利用している。xz自身にアーカイブ機能はないのでアーカイブする場合はtarと組み合わせて使用するのが一般的である。xzの登場以前より使われていたgzip、bzip2と比較すると、圧縮時にはより多くの時間とメモリを消費するが、圧縮率では概ね優位で、また伸張速度もgzipより多少遅いがbzip2よりは速い傾向にある。このことから、特にアーカイブ配布用途として、tarとgzipを組み合わせて作成する場合やtarとbzip2を組み合わせる場合と並んで採用され、bzip2を置き換えるケースも増えている。

## 実装
XZ Utilsはxzファイルを作成・展開するxzコマンドと、プログラムからxzファイルを扱うためのliblzmaを含んでいる。XZ Utilsバージョン4.999.9beta以降の実装では、GNU LGPL及びGNU GPLでライセンスされている。過去のソフトウェア（例えば、liblzma）はパブリックドメインである。
GNU tarはバージョン1.22から、gzipやbzip2と同様に、透過的にxzファイルを使用することができる。bsdtarでも利用可能。
7-Zipはバージョン9.04betaからxzをサポートしている。

## 批判
lzipの作者は、xzは以下の設計上の理由で長期的なアーカイブ用途に不適切であるという見解を示した。
1. バージョン情報がないなど、実装間の安全な相互運用性が保証されていない
2. 拡張性には不合理性があり、問題がある
3. フラグや長さフィールドの保護が脆弱である
4. LZMA2はオリジナルのLZMAよりデータロスに対して安全でなく効率が悪い
5. 無駄な機能を含んでおり、破損の誤認識を増加させる
6. 末尾のデータに関して一貫性のない挙動を示す
7. エラー検出はbzip2、gzip、lzipに比べ数倍精度が低い

## 用途の例
- GNU Core Utilitiesバージョン7.1以上[8]やLinuxカーネル[9]のソースコードのアーカイブの圧縮。
- Fedora[10]（Fedora 12から開始された）、FreeBSD、Slackware Linux、CRUX、Funtoo、Debian (.deb[11]) などの圧縮パッケージ。Arch Linux[12]やUbuntuもかつては使用していたがZstandardに切り替えた。

## バックドア
XZ Utils 5.6.0, 5.6.1 にバックドアが仕掛けられていることが判明した。sshdの認証を突破して不正にアクセスされる可能性が有る。発覚直後にGitHubのリポジトリがGitHubにより非公開化されたが、2024-07-22現在は再び公開されている。

## 参照
- XZ Utils
- LZMA2
- 可逆圧縮
- lzip